# Jewgeni Dmitrijewitsch Poliwanow

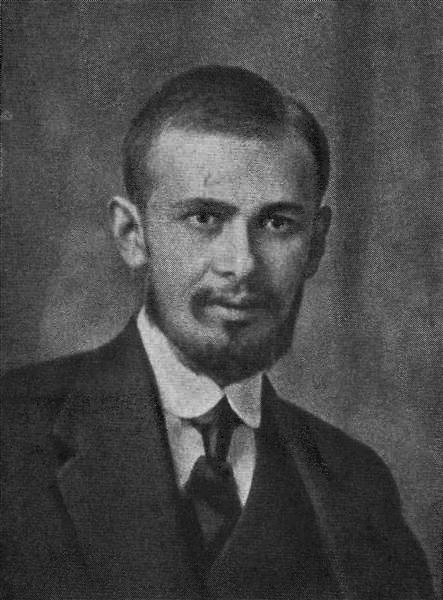
Jewgeni D. Poliwanow

Jewgeni Dmitrijewitsch Poliwanow (russisch Евгений Дмитриевич Поливанов, Aussprache: [jɪvˈɡʲeˑnʲɪj ˈdmʲiˑtrʲɪjɪvʲɪtʃʲ pɐlʲɪˈvaˑnɐf]; * 28. Februarjul. / 12. März 1891greg. in Smolensk; † 25. Januar 1938 bei Moskau) war ein russischer und sowjetischer Sprachwissenschaftler, Orientalist und Literaturwissenschaftler.

## Biografie
Während der Russischen Revolution 1917 war Poliwanow zuerst bei den Menschewiki aktiv, schloss sich dann aber den Bolschewiki an. Von 1917 bis 1918 arbeitete er in der Orientabteilung des Volkskommissariates für Auswärtige Angelegenheiten (Narkomindel) und 1921 in der Kommunistischen Internationale (Komintern).
1921 heiratete Poliwanow die Estin Brigitta Alfredowna Nirk.
1928/1929 kritisierte Poliwanow Nikolaj Ja. Marrs „Japhetitentheorie“, worauf er in den akademischen Kreisen in Moskau und Leningrad zum Außenseiter wurde und ging nach Zentralasien, wo er sich mit den Sprachen vor Ort befasste.

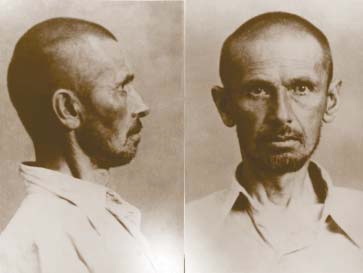
Poliwanow während der Haft

Am 16. August 1937, während der „Großen Säuberung“, wurde Poliwanow verhaftet und der Spionage für Japan beschuldigt. Seine Frau fuhr im November nach Zentralasien und wurde dort ebenfalls verhaftet. Am 25. Januar 1938 wurde Poliwanow zum Tode verurteilt und in der Nähe von Moskau erschossen. Seine Frau wurde als „Agentin des polnischen Geheimdienstes“ zu zehn Jahren Lagerhaft verurteilt und kam am 1. Juli 1946 in Kargopol um.
1963 wurde Poliwanow rehabilitiert, 1989 auch seine Frau.

## Bedeutung
Poliwanow verfasste wichtige Schriften über die japanische, chinesische, usbekische und dunganische Sprache sowie über allgemeine Sprachwissenschaft. Er war an der Entwicklung von Schriftsprachen und Alphabeten für zuvor schriftlose Völker der Sowjetunion beteiligt. Er gilt als Begründer der systematischen Erforschung des musikalischen Akzentes der japanischen Dialekte, und sein System zur Transkription des Japanischen mittels der kyrillischen Schrift ist bis heute die russische Standardumschrift des Japanischen. Er übersetzte das kirgisische Manas-Epos ins Russische.